# Watertoren (Gouda)
De watertoren in Gouda is gebouwd in 1883 en is ontworpen door Jan Schotel.
De watertoren heeft een hoogte van 33,15 meter en heeft een waterreservoir van 300 m3.
Van 1969 tot 1980 waren twee niet meer gebruikte waterbassins van 42 x 20 meter in gebruik als zwembad met de naam Torenbad. Het openlucht zwembad werd na opening van zwembad De Tobbe gesloten.
Het drinkwaterbedrijf Hydron Zuid-Holland (sinds 1 december 2005 Oasen geheten) heeft in 2003 de watertoren in Gouda verkocht aan een bedrijf dat draadloze apparatuur maakt. Een verbouwing was niet nodig, de begane grond van de toren en het bijgebouw konden meteen in gebruik worden genomen.
Verder heeft het drinkwaterbedrijf de grond links en rechts van de toren verkocht ten behoeve van woningbouw. De toren heeft de status rijksmonument.

## Externe link

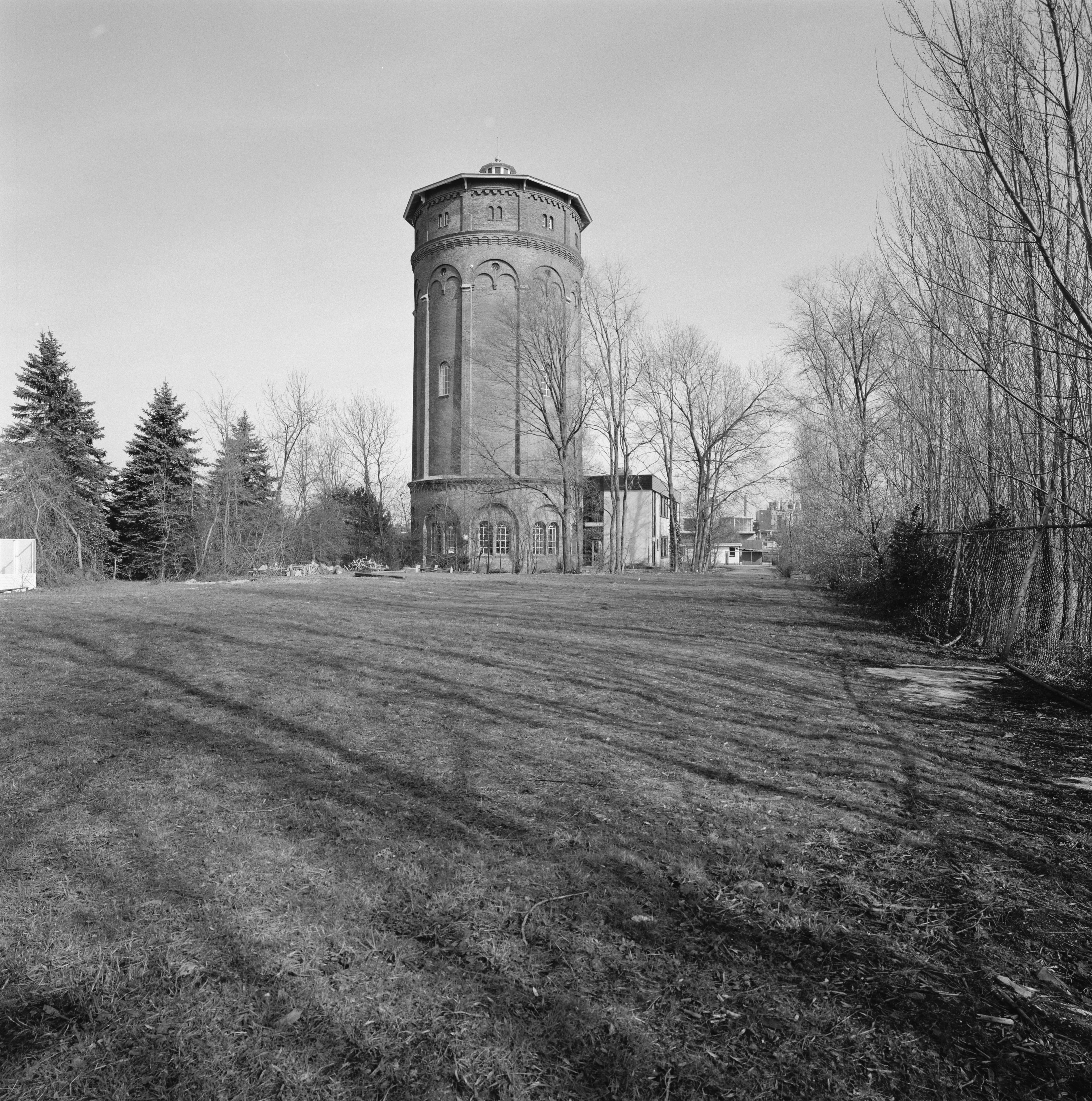
Watertoren in 1998